# Timon et Pumbaa
Cet article concerne la série télévisée d'animation. Pour les personnages, voir Timon (Disney) et Pumbaa.
La Garde du Roi Lion
Timon et Pumbaa (Timon & Pumbaa) est une série télévisée d'animation humoristique américaine de 85 épisodes de 22 minutes (171 segments de 12 minutes), créée d'après le film Le Roi lion, produite par les studios Disney, et diffusée entre le 8 septembre 1995 et le 25 novembre 1996 en syndication et sur le réseau CBS puis du 1er janvier au 24 septembre 1999 sur Toon Disney.
Au Québec, elle a été diffusée à partir du 7 septembre 1996 à la Télévision de Radio-Canada. En France, la série a été diffusée à partir du 7 mars 1998 sur TF1 dans l'émission Disney Club jusqu'en 2005 dans le Club Disney. Depuis, elle a été souvent rediffusée sur Disney Channel et Toon Disney et sur M6 dans le Disney Kid Club. La série était également diffusée sur la chaîne Disney Cinemagic jusqu'au 8 mai 2015 (date de sa transformation en Disney Cinema), et rediffusée en Suisse à partir du 11 janvier 2012 sur TSR2.

## Synopsis
Cette série met en scène les aventures de Timon, le suricate et Pumbaa, le phacochère, personnages du Roi lion. C'est d'ailleurs la seule fois dans l'univers du Roi lion dans lequel des humains apparaissent.

## Personnages

### Principaux
- Timon : L'un des deux principaux protagonistes de la série. Il est démontré dans la série que la personnalité de Timon est différente de celle qu'il eut dans les films du Roi Lion. Ici, Timon est dépeint comme quelqu'un de très égoïste, et nie souvent qu'il est le fautif de certaines catastrophes dont il est à l'origine responsable. Timon se prétend être le plus fin du duo alors que souvent ses plans ne tiennent pas très bien la route, et son entêtement pour parvenir à ses fins en est souvent la cause, c'est donc Pumbaa qui à maintes reprise tente de le raisonner pour prendre les bonnes décisions. Dans tous les cas Timon finit par reconnaître de ses erreurs et assume toujours ses fautes que ce soit dans le but de préserver son amitié avec Pumbaa ou avec autrui. Il est révélé dans la série que son nom complet est Timon Leslie Berkowitz.
- Pumbaa : L'un des deux principaux protagonistes de la série. Dans la série Pumbaa se dit avoir les bonnes idées pour telles situations dans lesquelles ils sont confrontés, mais Timon revendique les idées de Pumbaa toujours comme les siennes, voulant ainsi prétendre son titre de cerveau de la bande. Pumbaa est tellement sage qu'il s'obstine beaucoup à faire les choses de façon juste afin que les choses se déroulent pour le mieux même si cela peut avoir de mauvaise tournure, mais c'est souvent ce qu'il y a de mieux. Pumbaa est tellement gentil, que par moments il peut se montrer naïf et son irréprochable honnêteté peut souvent agacer son compère Timon. Heureusement Pumbaa est toujours loyal et prêt à venir en aide à ce qui sont en détresse même avec Timon.

### Les anciens du Roi Lion
- Simba : Le héros du Roi Lion, meilleur ami de Timon et de Pumbaa, et fils de Mufasa, qui est maintenant Roi de la Terre des Lions et qui est parfois la voix de la raison lorsque Timon et Pumbaa font des leurs.
- Rafiki : Un mandrill sage qui donne de bons conseils et qui est parfois la cible de plaisanteries.
- Zazu : Un calao pompeux et fidèle conseiller de Simba, Roi de la Terre des Lions.
- Shenzi, Banzai et Ed : Les trois hyènes folles et anciens acolytes de Scar qui passent généralement leur temps à chercher de la nourriture, bien que leurs tentatives aient tendance à se retourner contre eux. Après avoir tué Scar pour sa trahison dans le film, ils quittent le cimetière des éléphants et vivent désormais dans une grotte sur les terres désolées.
- Gopher: Une taupe, et le lieutenant en chef de Zazu.

### Personnages secondaires
- Expresso l'escargot : Un escargot facile à vivre qui peut parler et chanter. Timon et Pumbaa avaient initialement prévu de le manger, mais ils ont fini par devenir amis avec lui. Ils se retrouvent souvent à devoir sauver Expresso de situations dangereuses.
- Fred : Un suricate maniaque qui est un vieil ami de Timon. Il adore rire et s'amuser, ainsi que faire des blagues. Il utilise souvent Timon et Pumbaa comme victimes, bien qu'ils ne trouvent pas ses blagues très drôles.
- Chef Castor : Un castor stéréotypé dont la philosophie de vie est l'exact opposé de Hakuna Matata. Il valorise le travail acharné et est parfois trop dur avec ses employés. Il insiste également sur l'importance des conditions de travail sûres.
- Irwin : Un pingouin stupide et enclin aux accidents dont la malchance semble être terriblement contagieuse. Timon et Pumbaa sont devenus ses amis après avoir été bloqués en Antarctique et qu'Irwin ait eu deux billets supplémentaires pour un bateau de croisière. Ils essaieront de l'éviter à tout prix.

### Méchants
- Quint : Un humain et némésis de Timon et Pumbaa ainsi que le principal antagoniste de la série. C'est un homme aux multiples déguisements et son rôle varie d'un épisode à l'autre, passant d'un antagoniste légèrement gênant à un méchant à part entière.

- Toucan Can : Un toucan criminel, recherché par la police. Il est connu pour être un escroc rusé et réussit toujours à tromper Timon et Pumbaa (ou simplement Timon) pour qu'ils l'aident dans ses combines et ses escroqueries.

- Cheetahto et Cheetayto : Un couple de guépards sophistiqués qui chassent leurs proies, ennemis de Timon et Pumbaa et de Shenzi, Banzaï et Ed. Bien qu'il soit difficile de les différencier, à part leurs voix, Cheetahto semble être plus enthousiaste et agressif, tandis que Cheetayto semble plus enclin à réfléchir et est le plus rusé.

- Monsieur l'ours : Un grand ours brun au tempérament très colérique que Timon et Pumbaa rencontrent souvent dans la troisième saison. Il peut être assez menaçant et dangereux, mais au moins au fond de lui, il a bon cœur.
- Les trois indigènes : Un trio d'indigènes qui sont en réalité des étudiants universitaires. Ils sont souvent en compagnie de leur chef.

- Le p'tit Jimmy : Un oiseau bleu mignon mais dangereux qui est un génie du crime. Il a également deux voix : une voix mignonne et innocente pour se faire passer pour un petit oiseau et une voix bourrue pour prouver sa véritable maturité.

## Distribution

### Voix originales
- Nathan Lane puis Kevin Schon puis Quinton Flynn : Timon
- Ernie Sabella : Pumbaa
- Corey Burton : Quint
- Rob Paulsen : Banzaï
- Tress MacNeille : Shenzi
- Jim Cummings : Ed
- Robert Guillaume : Rafiki
- Michael Gough (en) : Zazu
- Cam Clarke : Simba

### Voix françaises
- Jean-Philippe Puymartin (saison 1) puis Mark Lesser (saison 2 et 3) : Timon
- Michel Elias : Pumbaa
- Michel Vigné : Quint / Cusco Quint, Le Lapin (Épisode Le Lapin Encombrant), Capitaine Brochet (épisode À l'abordage), le photographe (épisode Pumbaa, reine d’un jour), le taureau (épisode Les Vacances de Timon et Pumbaa), voix additionnelles
- Michel Mella : Banzaï, le Boudreau (épisode Le Sage du marécage) /  Voulux le raton laveur (épisode Au nom de la Justice) / voix additionnelles
- Maïk Darah puis Patricia Legrand : Shenzi
- Jim Cummings : Ed
- Med Hondo : Rafiki
- Michel Prudhomme : Zazu
- Emmanuel Curtil : Simba / Fronk / Le p'tit Jimmy / voix additionnelles
- Benoît Allemane : le leader des éléphants (épisode La Petite Souris triste) / Boris / Le yéti (épisode Pique et Pique et sèche tes larmes), l’ours (épisode Un drôle de voisin)
- Pierre Laurent : Fred / Castor Junior
- Pascal Renwick : Monsieur l'Ours / M. Castor / Gopher / Lester la Baleine (épisode Cétacé soyez pacifique)
- Gérard Rinaldi : Expresso l'escargot / le zèbre / Ned l'éléphant (épisode Là où le Pumbaa blesse) / Léopold roi des léopards (épisode Réputation usurpée) / Vautour policier au chapeau marron (épisodes La loi de la jungle et Au nom de la justice) / voix additionnelles

Voix additionnelles :
- Jean-Claude Donda : M. Bouton (épisode Mariage forcé), Bernard Dugraindumour (épisode Les Hyènes ont faim), Monsieur Gentil (épisode Espèces menacées et épisode Peur sur la jungle), le livreur de pizza (épisode Au nom de la justice), le joaillier (épisode Une traversée bien tranquille), les chauves-souris (épisode Chauve qui peut), le dingo (épisode Crésus Pumbaa), le perroquet (épisode épisode Prévision Météore), le fermier à salopette bleue (épisode Vive la campagne !)
- Tony Marot
- Jean Davy
- Patrick Guillemin
- Josiane Pinson
- Edgar Givry : M. Glouton (épisode Programme Minceur), M. Chien (épisode Chasse au renard)
- Bernard Métraux : Torgo (épisode Monstrueusement vôtre), Le duc (épisodes Une paire de compères, partie 1 / Une paire de compères, partie 2), Le présentateur du concours de beauté miss parfaite et un journaliste (épisode Pumbaa, reine d’un jour)
- Hervé Rey : Nerveux, le neveu de Rafiki (Épisode N'est pas le sorcier qui veut)
- Roger Carel : Cheetahto, guépard #1 (épisodes Le jeu de l'oie et Mangouste au menu) Vautour policier au chapeau bleu (épisodes La loi de la jungle et Au nom de la justice)
- Bernard Tiphaine : Cheetayto, guépard #2 (épisodes Le jeu de l'oie et Mangouste au menu)
- Jacques Frantz : Ned L'éléphant (épisode Une mémoire d'éléphant) M. Lion (épisode Mission Impossible), Jumbo L’éléphant (épisode Repos galère)
- Evelyne Grandjean : Mademoiselle Piper (Episode Les Amours d'écureuils), La Gorille (Épisode Attention Gorille)
- Brigitte Lecordier : Le petit oiseau tombé de son nid (Episode Le paradis perdu)
- Michel Modo : Arbitre du match de catch (Episode
- Sybille Tureau : Leslie Trobeau (épisode Coup de foudre et épisode Occase... ou Casse ?)
- Jean-François Kopf : M. Pic-vert (épisode Une prise de bec) Le maire de Pomme Vallée (épisode Le ver géant)
- Gérard Surugue : Clown pilote (épisode Un festin de hyène) Voix off de l'émission « Le royaume des créatures » (épisode Les hyènes ont faims), le propriétaire de l’hôtel (épisode Cafards pleins phares)
- Jacques Ciron : Reeves le majordome (épisode Chasse aux cafards)
- Bernard Alane : Monsieur Gofigure (épisode Le parfum du succès), l’autruche (épisode La Leçon de Rafiki)
- Patrick Préjean : Le Comte à rebours (épisode Zéro zéro zéro sept), Le Fantôme (épisode Esprit es-tu là ?)
- Perrette Pradier : Reine des Abeilles (épisode Le vote du bourdon) / Vendeuse de fleurs (épisode C'est le bouquet !)
- Christian Pelissier : Pharaon Toutensavon (épisode Timon et Pumbaa en Egypte) / Le Juge Rhino (Episode La loi de la jungle)
- Chantal Macé : Princesse Claudia fille de Léopold (épisode Réputation usurpée)
- Guillaume Orsat : M. Sal Amandre (épisode Questions pour un trophée)
- Yann le Madic
- Emmanuel Jacomy : Herman (épisode Les Naufragés)
- Marc Perez : Dwayne (épisode on joue à catch-catch) / Pourri le Clown (épisode Le Clown triste) / Jo le  fermier (épisode Menu à la carte) / voix additionnelles

 Source et légende : version française (VF) sur RS Doublage

## Épisodes

### Première saison (1995-1996)
1. L'Idole de Bora Bora / Les Amours d'écureuil (Boara Boara / Saskatchewan Catch)
2. Le Meilleur de tous / La Petite Souris triste (Kenya Be My Friend? / Rafiki Fables: Good Mousekeeping)
3. Bouffe à gogo / Une digestion difficile / Le lion s'endort ce soir (Brazil Nuts / South Sea Sick / song: The Lion Sleeps Tonight)
4. Maman Pumbaa / Le Jeu de l'oie (Never Everglades / The Laughing Hyenas: Cooked Goose)
5. Pépite en fuite / Africa-ci, Africa-là (Yukon Con / Doubt of Africa)
6. Le Voleur volé / Avant l'heure, c'est pas l'heure, après l'heure, c'est trop tard (How to Beat the High Costa Rica / Swiss Missed)
7. Quel beau porc de ballet / Mission impossible (Russia Hour / You Ghana Join the Club)
8. Une mémoire d'éléphant / Petit oiseau deviendra grand… (Uganda Be an Elephant / To Kilimanjaro Bird)
9. L'amitié, ça se conserve bien au frais / Amazone Panthère (Rocky Mountain Lie / Amazon Quiver)
10. Expresso l'escargot / Un festin de hyènes (French Fried / The Laughing Hyenas: Big Top Breakfast)
11. Mariage forcé / Attention Gorille / Miam, miam, miam (Madagascar About You / Truth or Zaire / song: Yummy Yummy Yummy)
12. Le Lapin encombrant / Les Naufragés (Mojave Desserted / Rafiki Fables: Beauty and the Wildebeest)
13. Dépannage de Panda / C'est très vilain de voler / Stand by me (Don't Break the China / The Laughing Hyenas: Can't Take a Yolk / song: Stand By Me)
14. Un combat olé olé / Un pingouin dangereux (The Pain in Spain / Frantic Atlantic)
15. Là où le Pumbaa blesse / N'est pas le sorcier qui veut (Unlucky in Lesotho / Rafiki Fables: Rafiki's Apprentice)
16. Le copain Fred / À la découverte du temple maudit (Tanzania Zany / Guatemala Malarkey)
17. Maman débarque / Les hyènes ont faim (Mombasa-In-Law / The Laughing Hyenas: TV Dinner)
18. Au pays des kangourous / Mangouste au menu (Back Out in the Outback / Gabon with the Wind)
19. Le Paradis perdu / La Loi de la jungle (Timon's Time Togo / The Law of the Jungle)
20. Mésaventures à Manhattan / Le Gros Bleu (Manhattan Mishap / Paraguay Parable)
21. Cétacé soyez pacifique / La Termitière (Be More Pacific / Going Uruguay)
22. Espèces menacées / Rôti de Timon et Pumbaa (Let's Serengeti Out of Here / Congo on Like This)
23. Le Sage du marécage / Peur sur la jungle (Okay Bayou? / Shake Your Djibouti)
24. Au nom de la justice / Aide-toi, le ciel t'aidera (Yosemite Remedy / Rafiki Fables: The Sky is Calling)
25. Une prise de bec / Une traversée bien tranquille (Mozam-Beaked / Ocean Commotion)

### Deuxième saison (1996-1998)
1. L'homme à tout faire est repassé / Chauve qui peut (Palm Beached / Jamaica Mistake?)
2. Au travail ! / Pumbaa sans défenses (Oregon Astray / New Guinea Pig)
3. Pépite Mania / Les Flamants roses (Klondike Con / Isle Find Out)
4. Contes à dormir debout / Leçon de calcul (Wide Awake in Wonderland / Zazu's Off-By-One Day)
5. Chapeau Lapin / L'affaire est dans la cage (Africa-Dabra! / I Don't Bolivia)
6. Minute papillon ! / Ça sent sensas ! (Catch Me if You Kenya / Scent of the South)
7. Où est passé Pumbaa ? / Le Ver géant (Forbidden Pumbaa / Washington Applesauce)
8. Programme minceur / Repos galère (I Think I Canada / Zazu's Off Day Off)
9. Caramba ! / Héros 00X (Timon on the Range / The Man From J.U.N.G.L.E.)
10. Sécurité d'abord / Un rêve de cauchemar (Maine-Iacs / Fiji-Fi-Fo-Fum)
11. Une paire de compères, partie 1 / Une paire de compères, partie 2 (Once Upon a Timon)
12. Les Dindons de la farce, partie 1 / Les Dindons de la farce, partie 2 (Home is Where the Hog is)
13. Le massacre du printemps /  Vos papiers ! (Bumble in the Jungle + Beethoven's Whiff / Mind Over Matterhorn)
14. Test difficile / Chasse au renard (Isle of Manhood / Puttin' on the Brits)
15. Timon du matin, estomac chagrin / Rafiki arbitre (Beetle Romania / Rumble in the Jungle)
16. La ferme du gymnase / Cafards plein phares (Animal Barn / Roach Hotel)
17. Pas vus, pas pris / Sans paroles (Shopping Mauled / Library Brouhaha)
18. Monstrueusement vôtre / Piraterie carabinée (Monster Massachusetts / Handle with Caribbean)
19. Du rififi à Alcatraz / Hacuna Bahouka (Alcatraz Mataz / Oahu Wahoo)
20. La Dent magique / Pumbaa n'entend plus (Beast of Eden / Sense & Senegambia)
21. Fauve qui peut / Vacances à Castorland (Rome Alone / Amusement Bark)

### Troisième saison (1999)
1. La Guerre du golfe / Le Vote du bourdon (Whiff / To Be Bee or Not to Be Bee)
2. Le Gri-gri qui rend gaga / Timon et Pumbaa 3 étoiles (Luck Be a Meerkat / Just When You Thought You'd Cuisine it All)
3. Les citrons sont toujours pressés / Les Jeux de la jungle (Lemonade Stand Off / Big Jungle Game)
4. C'est le bouquet / Timon le solitaire (Boo Hoo Bouquet / Timon... Alone)
5. Les sumos jumeaux / Suivez le guide (So Sumo Me / Now Museum, Now You Don't)
6. Visite éclair / Phaco pas cher (Visiting Pig-nitaries / The Truth About Kats and Hogs)
7. Une vie de rêve / Le Sortilège de Rafiki (Escape from Newark / Truth Be Told)
8. On joue à catch-catch / L'Abominable Slalom des neiges (Throw Your Hog in the Ring / Slalom Problem)
9. Le Clown triste / L'Oiseau de malheur (Circus Jerks / Nest Best Thing)
10. Super Cochon / Grosse mélasse à Las Vegas (Super Hog-O / Don't Have the Vegas Idea)
11. Piment à prise rapide / Pour le vampire et pour le meilleur (Hot Enough for Ya? / Werehog of London)
12. Pique et pique et sèche tes larmes / Tu l'auras (Bigfoot, Littlebrain / Astro-Nots)
13. Robin des sous-bois / L'Ouest terne (Robin Hoodwinked / Serengeti Western)
14. La Chasse aux cafards / Mon vieux Pumbaa (All Pets Are Off / Boary Glory Days)
15. Zoo-litude / Excaliburlesque (Two for the Zoo / The Swine in the Stone)
16. Crésus Pumbaa / Prévision Météore (You May Have Already Won Six Million Bakra / My Meteor, My Friend)
17. Vive la campagne ! / Un drôle de voisin (Jungle Slickers / Don't Wake the Neighbear)
18. Une recette d'enfer / Capitaines fracassants (Recipe for Disaster / Going Over-Boar'd)
19. L'École de la vie / Magic Broadway (Ivy Beleaguered / Broadway Bound & Gagged)
20. Vieux motard que jamais / Menu à la carte (Steel Hog / Dealer's Choice Cut)
21. Les Gladiateurs / Questions pour un trophée (Space Ham / You Bet Your Tuhkus)
22. Réputation usurpée / Timon et Pumbaa en Égypte (No-Good Samaritan / Living in De Nile)
23. Aventure en Amazonie / À l'abordage (One Tough Bug / Pirates of Pumbzance)
24. Pumbaa, reine d'un jour / Université "Hakuna Matata" (Miss Perfect / Hakuna Matata U.)
25. Science sans conscience / Le Rhino féroce (Pig-Malion / Why No Rhino)
26. À l'attaque / La Promesse de Timon (War Hogs / The Big No Sleep)
27. Le Parfum du succès / Prêts à tout, bons à rien (Common Scents / Mister Twister)
28. Timon et le Noël des enfants / Timon super star (Don't Be Elfish / Lights, Camera, Traction)
29. Les Vacances de Timon et Pumbaa / La Leçon de Rafiki (The Running of the Bullies / Special Defects)
30. Trois vœux si je veux / La glace est rompue (Wishy Washy / Ice Escapades)
31. Le Grand Pumbaa / Un drôle d'oiseau (Guru-Some / Jailhouse Shock)
32. Sous le signe du scorpion / L'Oiseau du matin (Nearly Departed / Early Bird Watchers)
33. Zéro zéro zéro sept / Vacances torrides (The Spy's the Limit / Ready, Aim, Fire)
34. Le Vantard / Esprit es-tu là ? (Timoncchio / Ghost Boosters)
35. Coup de foudre / Triplés cherchent nounous (Stay Away from my Honey! / Sitting Pretty Awful)
36. Match nul / Aux p'tits oignons (He's a Bad, Bad, Bad Sport / Dapper Duck Burgers)
37. Occase... ou Casse ? / Bouffons ascensionnels (It Runs Good / Hot Air Buffoons)
38. Timon est amoureux / Pas si kung-fu que ça ! (Timon in Love / Kahuna Potato)
39. L'Île des clones / Adieu mon ami (Mook Island / Cliphangers)

## Sortie Vidéo
- Les Gourmets
- Les Touristes

## Diffusion internationale
| Pays            | Chaines                                            |
| --------------- | -------------------------------------------------- |
| États-Unis      | Syndication, CBS, Disney Channel, Toon Disney      |
| Royaume-Uni     | CITV                                               |
| France          | TF1, Disney Channel, Toon Disney, Disney Cinemagic |
| Belgique        | Club RTL                                           |
| Iran            | IRIB Pooya                                         |
| Japon           | Disney Channel                                     |
| Australie       | Disney Channel                                     |
| Indonésie       | MNCTV, Spacetoon                                   |
| Inde            | Disney Channel (India)                             |
| Finlande        | Nelonen                                            |
| Qatar           | Jeem TV                                            |
| Corée du Sud    | Disney Channel                                     |
| Arabie saoudite | Ajyal TV                                           |
| Italie          | Rai YoYo, Toon Disney, Disney in English, Rai 2    |
| Allemagne       | Super RTL                                          |

## Produits dérivés

### DVD
La série est diffusée en coffret DVD sous trois titres compilant certains épisodes :
- Timon et Pumbaa, volume 1 : Les Globe-Trotters (10 décembre 2004)
- Timon et Pumbaa, volume 2 : Les Gourmets (17 mars 2005)
- Timon et Pumbaa, volume 3 : Les Touristes (17 mars 2005)